# Luiz Campos
Luiz Antônio Souza Campos mais conhecido como Luiz Campos (Santos, 10 de setembro de 1986), é um ator, diretor e pesquisador brasileiro, com mestrado em Artes Cênicas pela Universidade Federal de São João Del-Rei (UFSJ) e doutorado em Educação, Arte e História da Cultura pela Universidade Presbiteriana Mackenzie.

## Biografia
Inicia sua carreira na cidade de Santos/SP, no movimento de teatro de grupo na cidade em meados da década de 2000. Muda-se para a capital paulista, em 2013, para poder obter a graduação em Artes Cênicas pela Faculdade Paulista de Artes. No período da sua formação acadêmica, trabalha com diversos nomes do teatro brasileiro como Roberto Lage, Celso Frateschi, Antonio Ghigonetto e Marcos Caruso. 
Em 2015, ganha destaque por conquistar o Prêmio Aplauso Brasil de Melhor Espetáculo de Grupo, com a peça A farsa do advogado Pathelin, na qual dirigiu dentro de um projeto social como voluntário no CEU Caminho do Mar na cidade de São Paulo. Neste mesmo ano, em conjunto com Giovanna Marcomini e Nathalia Nigro, fundou a Companhia Los Puercos de teatro.
Em 2017, lança o seu primeiro livro denominado Ghigonetto, um homem de teatro, onde recupera grande parte da trajetória teatral de Antonio Ghigonetto, com quem trabalhou em seu último trabalho: O doente imaginário de Molière. 
Em 2018, em conjunto com Giovanna Marcomini, cria a produtora independente Poeta Filmes, e criam o curta metragem Batom Vermelho, na qual percorreu diversos festivais nacionais e internacionais
Em 2019, conclui o seu mestrado na área de Artes Cênicas pela Universidade Federal de São João Del Rei (UFSJ), onde sua dissertação foi a respeito sobre a trajetória do Grupo Decisão, criado por Berta Zemel, Wolney de Assis, Sérgio Mamberti, Lauro César Muniz, Antônio Ghigonetto e Antonio Abujamra, na qual se torna livro, denominado Grupo Decisão: o grupo político teatral paulistano que estava entre o Teatro de Arena e o Teatro Oficina.
Em 2024, obtém o título de doutor pela Universidade Presbiteriana Mackenzie, onde defendeu a tese à respeito de Antônio Abujamra e suas práxis brechtianas desenvolvidas no Brasil, contribuindo significativamente para o seu legado, sendo a primeira tese desenvolvida sobre Abujamra no Brasil. Neste mesmo ano, estreia como ator o espetáculo Verme, de sua autoria, onde relata os abusos que sofreu durante os 07 anos que viveu como militar das Forças Armadas e da Polícia Militar do Estado de São Paulo. 

## Obras

### Livros
- Ghigonetto, um homem de teatro (2017)
- Grupo Decisão: o grupo político teatral paulistano que estava entre o Teatro de Arena e o Teatro Oficina (2021)

## Atuação artística

### Televisão
| Ano  | Título                  | Papel          | Emissora   |
| ---- | ----------------------- | -------------- | ---------- |
| 2018 | Efeméride               | Joseph Caillat | TV Cultura |
| 2019 | As aventuras de Poliana | Pipoqueiro     | SBT        |

### Curtas
| Ano  | Título                         |
| ---- | ------------------------------ |
| 2012 | Mitologia ou Porfiria          |
| 2013 | AT1000 - Isabela               |
| 2013 | Fuga                           |
| 2015 | Um curto circuito parado no ar |
| 2016 | Tindereste                     |
| 2017 | Freewal                        |
| 2018 | A libertação                   |
| 2018 | Batom Vermelho                 |
| 2019 | Iceberg                        |
| 2021 | Todas e nenhuma                |
| 2023 | Jhonny Sinapse                 |
| 2023 | Jerônimo                       |
| 2023 | Monos                          |

### Teatro (ator)
| Ano  | Título                                                                                        |
| ---- | --------------------------------------------------------------------------------------------- |
| 2008 | Experimentos I Poemas de Walt Whitman. Direção: Ingrid Estevez                                |
| 2009 | A Oração de Fernando Arrabal. Direção: Ingrid Estevez                                         |
| 2009 | O Contrato autoria própria. Direção: Alexandre Mendonça                                       |
| 2009 | Fando&Lis de Fernando Arrabal. Orientação de Fernando Bezerra e direção de Alexandre Mendonça |
| 2010 | Sonho de Uma Noite de Verão de William Shakespeare. Direção: Ingrid Estevez                   |
| 2010 | O Doente Imaginário de Moliere. Direção: Antônio Ghigonetto                                   |
| 2013 | Ritos Humanos – Rituais do Corpo de autoria coletiva. Direção: André Latorre                  |
| 2013 | Essa Louca, Louca Gente de autoria coletiva. Direção: Paulo Oseas                             |
| 2013 | Opera do Samba – José Bonifácio Espetáculo a céu aberto. Direção Geral: Tanah Correa          |
| 2013 | Ato Falho – A Comédia de autoria e direção de Daniel Prata                                    |
| 2013 | A História do Jardim Zoológico de Edward Albee direção própria                                |
| 2014 | Histórias do Sr. Keuner de Bertolt Brecht. Direção: Daniel Gonzalez                           |
| 2014 | Mediano de Otavio Martins. Direção Marcelo Braga                                              |
| 2014 | A Fantástica Trupe Em... A Princesa Engasgada direção: Pamela Duncan                          |
| 2015 | As Incríveis histórias de Mariazinha” direção: Pamela Duncan                                  |
| 2015 | Viagem ao centro da terra texto: criação coletiva . Direção: Jairo Maciel                     |
| 2015 | Cora Coração Baseado na vida de Cora Coralina. Direção: Jairo Maciel                          |
| 2015 | Agora texto: José Scavazini e Direção: Marcos Caruso                                          |
| 2015 | Ainda texto: Hiram Ravache e José Escavazini. Direção:Marcos Caruso                           |
| 2016 | Pinocchio texto de Carlo Goldoni. Direção: Pamela Duncan                                      |
| 2017 | Encenação de Cubatão - Paixão de Cristo Direção: Juliana Sousa                                |
| 2018 | Coriolano de William Shakespeare pela Cia. Ocamorana. Direção: Márcio Boaro                   |
| 2018 | Encenação de Cubatão – Paixão de Cristo Direção: Cibelle Piacentin                            |
| 2018 | Intervenção Semana do meio Ambiente (Prefeitura de Santos) – Direção: Coletiva                |
| 2018 | AI – 5: Uma reconstituição cênica Direção: Paulo Maeda                                        |
| 2020 | Verme (formato online). Texto: Luiz Campos. Direção: Nelson Baskerville                       |
| 2022 | Missa Leiga de Chico de Assis. Direção: Márcio Boaro                                          |
| 2024 | Verme Texto: Luiz Campos. Direção: Nathalia Nigro                                             |

### Teatro (diretor)
| Ano  | Título |
| ---- | --- |
| 2014 | A Farsa do Advogado Pathelin Pela Cia. Zipt-Zapt de Teatro                                                             |
| 2015 | As mulheres do guarda-chuva perdidas numa noite suja Textos de Fernando Arrabal e Plinio Marcos. Pela Cia. Los Puercos |
| 2015 | A Descoberta Pela Cia. Los Puercos                                                                                     |
| 2016 | O Grande Inquisidor assistente de direção de Roberto Lage pelo Ágora Teatro                                            |
| 2016 | O Subsolo assistente de direção de Roberto Lage pelo Ágora Teatro                                                      |
| 2017 | A Oração de Fernando Arrabal pela Cia. Los Puercos                                                                     |
| 2018 | O Casamento do Pequeno Burguês: um exercício épico de Bertolt Brecht. Direção conjunta com Imara Reis                  |
| 2018 | Caecus – um documento cênico de Josemir Medeiros e Cia. Los Puercos.                                                   |
| 2019 | 7 mil pés acima do chão de Henrique Cezar                                                                              |
| 2019 | Doses de Tchekhov Textos de Anton Tchekhov                                                                             |
| 2019 | O auto da compadecida de Ariano Suassuna                                                                               |
| 2021 | A mancha roxa de Plínio Marcos.                                                                                        |
| 2022 | Aluga-se quarto texto e produção Grupo XVII de Teatro                                                                  |
| 2022 | O chão de dentro é minha terra texto e produção Cia. Los Puercos                                                       |
| 2024 | O auto da compadecida de Ariano Suassuna. Produção: Cia. Kaoz                                                          |

## Prêmios e indicações
| Ano  | Prêmio                                      | Categoria                   | Nomeações                      | Resultado |
| ---- | ------------------------------------------- | --------------------------- | ------------------------------ | --------- |
| 2013 | Troféu Iracema de Alencar (FESCETE)         | Melhor cena no voto popular | A história do jardim zoológico | Venceu    |
| 2015 | 3º Prêmio Aplauso Brasil                    | Melhor Espetáculo de grupo  | A farsa do advogado Pathelin   | Venceu    |
| 2015 | Troféu Iracema de Alencar (FESCETE)         | Melhor Diretor              | A descoberta                   | Indicado  |
| 2016 | 4° Mínima Cena (SESI/MG)                    | Melhor Diretor              | A descoberta                   | Indicado  |
| 2018 | Festival de Cinema de Santa Teresa          | Melhor Filme                | Batom vermelho                 | Indicado  |
| 2018 | Festival Cena Teatral Taperá                | Melhor Diretor              | Caecus - um documento cênico   | Venceu    |
| 2019 | Festival Nacional de Teatro Carpe Diem      | Melhor Diretor              | Caecus - um documento cênico   | Indicado  |
| 2019 | LGBTQ SHORTS FILM FESTIVAL- Audience Awards | Melhor Filme                | Batom vermelho                 | Indicado  |
| 2021 | Festival Anima de Teatro online             | Melhor Ator                 | Verme                          | Venceu    |
| 2021 | Festival Anima de Teatro online             | Melhor Dramaturgia          | Verme                          | Venceu    |
| 2022 | Festival Nacional de Pidamonhangaba         | Melhor Espetáculo           | O chão de dentro é minha terra | Venceu    |